# Skoky do vody na mistrovství Evropy v plaveckých sportech 1934
Závody v skocích do vody na mistrovství Evropy v plaveckých sportech za rok 1934 proběhly v Magdeburgu, Německo ve dnech 12. až 19. srpna 1934.

## Československá stopa
Československo reprezentovali český Němec Franz Leikert (*1914) z teplického klubu DSK Teplitz-Schönau a Josef Nesvadba (*1909) z pražského klubu Slavie. V disciplíně skoku z 3 m prkna obsadil Leikert 3. místo a získal bronzovou medaili. Nesvadba obsadil 7. místo z 13 závodníků. V disciplíně skoku z 10 m věže obsadil Leikert 2. místo a získal stříbrnou medaili. Startovalo 14 závodníků.

## Výsledky
| Muži              | Zlato                          | Zlato  | Stříbro                    | Stříbro | Bronz                    | Bronz  |
| ----------------- | ------------------------------ | ------ | -------------------------- | ------- | ------------------------ | ------ |
| Skoky z 3 m prkna | Leo Esser (GER)                | 137,74 | Winfried Mahraun (GER)     | 129,53  | Franz Leikert (TCH)      | 129,28 |
| Skoky z 10 m věže | Hermann Stork (GER)            | 98,99  | Franz Leikert (TCH)        | 92,17   | Ewald Riebschläger (GER) | 90,72  |
| Ženy              | Zlato                          | Zlato  | Stříbro                    | Stříbro | Bronz                    | Bronz  |
| Skoky z 3 m prkna | Olga Jenschová-Jordanová (GER) | 74,78  | Katinka Larsenová (GBR)    | 68,10   | Anni Kappová (GER)       | 6556   |
| Skoky z 10 m věže | Hertha Schiecheová (GER)       | 35,43  | Ingeborg Sjöqvistová (SWE) | 31,54   | Inger Kraghová (DEN)     | 31,39  |

## Medailová bilance
Ve skocích do vody se rozdělily celkem 4 sady medailí.
| Pořadí | Stát                     |       | Muži    | Muži  | Muži  |         | Ženy  | Ženy  | Ženy    |       | Muži + Ženy | Muži + Ženy | Muži + Ženy | Celkem |
| Pořadí | Stát                     | Zlato | Stříbro | Bronz | Zlato | Stříbro | Bronz | Zlato | Stříbro | Bronz |             |             |             | Celkem |
| ------ | ------------------------ | ----- | ------- | ----- | ----- | ------- | ----- | ----- | ------- | ----- | ----------- | ----------- | ----------- | ------ |
| 1.     | Německá říše (GER)       |       | 2       | 1     | 1     |         | 2     | 0     | 1       |       | 4           | 1           | 2           | 7      |
| 2.     | Československo (TCH)     |       | 0       | 1     | 1     |         | 0     | 0     | 0       |       | 0           | 1           | 1           | 2      |
| 3.     | Spojené království (GBR) |       | 0       | 0     | 0     |         | 0     | 1     | 0       |       | 0           | 1           | 0           | 1      |
| 3.     | Švédsko (SWE)            |       | 0       | 0     | 0     |         | 0     | 1     | 0       |       | 0           | 1           | 0           | 1      |
| 5.     | Dánsko (DEN)             |       | 0       | 0     | 0     |         | 0     | 0     | 1       |       | 0           | 0           | 1           | 1      |
| Celkem | Celkem                   |       | 2       | 2     | 2     |         | 2     | 2     | 2       |       | 4           | 4           | 4           | 12     |